# Pruisische inval
De Pruisische inval was een groots opgezette militaire veldtocht in 1787 op bevel van de koning van Pruisen gedurende de patriottentijd in de Republiek der Verenigde Nederlanden om daar de macht te herstellen van stadhouder Willem V. Deze was door de Staten van Holland ontslagen als kapitein-generaal van hun troepen en moest met zijn hof uitwijken naar Nijmegen. Directe aanleiding was de gevangenname bij Goejanverwellesluis van prinses Wilhelmina van Pruisen door patriotten op 28 juni 1787. Zij was getrouwd met  Willem V en was op weg van Nijmegen naar Den Haag om daar met aanhangers van Willem te overleggen hoe hij weer terug kon komen naar Den Haag.
In 1785 was op initiatief van Engeland, door de Engelse gezant in de Republiek Harris, een verklaring opgesteld waarmee de engelsen de patriotten de wacht aanzegden - en daarmee Frankrijk, dat de patriotten ondersteunde. Dit Declaratoir werd na ampele overwegingen uiteindelijk op 26 mei 1787 ondertekend door Willem V. Dit was feitelijk een oorlogsverklaring geweest tegen de patriotten. Met de aanhouding van de prinses werden echter de plannen van de orangisten duidelijk, die grote weerstand opriepen bij de patriotse regenten en bij de burgerij die het slachtoffer werd van gewelddadigheden die uitgevoerd waren ter ondersteuning van het plan. Zij bewapenden zich dan ook met Franse hulp.
De Pruisische inval resulteerde in herstel van de feitelijke macht van Willem V (Oranjerestauratie). Dit zou evenwel niet lang duren, aangezien de opmars van Franse troepen begin 1795 Willem V op de vlucht deed slaan en de Bataafse Revolutie teweegbracht, een omwenteling waarbij de absolutistische manier van besturen afgezwakt werd.

## Aanloop en achtergrond
Door een reeks opstanden vanuit middengroepen in de burgerij tegen het bestuur van hun steden en provincies door een kleine groep families, kwamen er steeds meer steden onder hun bestuur. De raadspensionaris van Zeeland, Van der Spiegel, had daarom bij de Engelsen om ondersteuning gevraagd. In 1784 hadden de Republiek, Engeland en Frankrijk vrede gesloten maar Frankrijk steunde de patriotten. Engeland stuurde daarom een gezant naar de Republiek - James Harris - om de orangisten te steunen. 
Wilhelmina was de jongere zuster van Frederik Willem II, koning van Pruisen. Pruisen stond  bekend als een militaristische staat en had zijn gebied sinds het begin van die eeuw aanmerkelijk vergroot. Samen met de Habsburgse monarchie vormde het de grote macht in Centraal-Europa. De gekrenkte eer van zijn zuster bleek inderdaad voldoende voor Frederik Willem II om in aktie te komen. Hij eiste op 10 juli 1787 genoegdoening van het gewest Holland, wat nog niet meer inhield dan het aanbieden van excuses en het straffen van de schuldigen. Onder druk van de vrijkorpsen die de gegoede burgerij in de steden op de been hadden gebracht, werd dit verworpen door de Staten van Holland. De verzwakte posities van Jozef II in de Oostenrijkse Nederlanden voorafgaande aan de Brabantse Omwenteling en Lodewijk XVI in Frankrijk voor de Franse Revolutie gaf voor Pruisen de doorslag om toe te geven aan de Engelse druk.
Voor Wilhelmina gingen de gestelde eisen voor de genoegdoening niet ver genoeg. Het uiteindelijke doel was herstel van het patronagestelsel en alle rechten van haar echtgenoot als stadhouder. Daartoe wenste zij een uitnodiging van de Staten van Holland om naar Den Haag te komen. Voor haar broer ging deze inmenging in de politiek van de Republiek aanvankelijk te ver, maar hij liet op 17 juli wel 19.000 manschappen samentrekken bij Wesel, in het Pruisische hertogdom Kleef, vlak bij de grens met de Republiek. Dit moest de eis tot genoegdoening kracht bijzetten. Op 6 augustus 1787 nam veldmaarschalk Brunswijk (Braunschweig) zijn intrek in Wesel. Hij had van de koning het opperbevel over de verzamelde troepenmacht gekregen. Als voormalig regent in naam van de minderjarige Willem V kende hij de Republiek en haar bevolking. Op 9 september eiste Pruisen opnieuw genoegdoening, maar nu met daarbij ook de eis dat de prinses uitgenodigd zou worden om naar Den Haag te komen.
De orangisten wisten dat deze laatste eis onaanvaardbaar was voor de Staten van Holland, omdat dit in de praktijk zou betekenen dat de oude situatie hersteld zou worden, door de Franse revolutonairen het ancien régime genoemd. Dat was ook de bedoeling van Frederik Willem, uitblijven van de geëiste genoegdoening zou voor hem een rechtvaardiging betekenen om de Republiek met troepen binnen te vallen.

## Ondoordringbaar geheim
De Anglo-orangistische wens om de genoegdoening om te zetten in een contrarevolutie, werd niet gedeeld door Frederik Willem II, die veel meer in bemiddeling zag. Wilhelmina en Harris richtten zich daarom via Hogendorp tot Brunswijk, die bereid bleek mee te werken. Hogendorp werkte een rechtvaardiging uit voor het omverwerpen van de Staten van Holland, de soevereine macht. Hij stelde dat het recht van opstand voortkwam uit de usurpatie van de macht in de Staten door de oudpatriotten. Dit maakte de Staten in hun huidige samenstelling onwettig, waarmee het bezwaar tegen de omverwerping verviel. Om de legitimiteit van de omwenteling te waarborgen, diende voorkomen te worden dat het binnentrekken van de troepen bestempeld kon worden als een vijandige aanval. De Pruisische inval moest vooral het volk de gelegenheid geven om in opstand te komen voor het Oranjehuis. Deze opzet mocht niet bekend worden, om te voorkomen dat zowel het volk als Frankrijk zich tegen de Oranjes zouden keren, en moest daarom een ondoordringbaar geheim, een secret impénétrable blijven. Zelfs de Pruisische regering werd hierbuiten gehouden.

## Inval
Vanuit meerdere plaatsen marcheerden 23 bataljons aan infanterie, 25 esquadrons artillerie, kannoniers en voetvolk op naar Holland, samen zo'n 19.000 man. De veldmaarschalk hertog van Brunswijk was met het algemeen commando belast. Hij was tussen 1759 en 1784 voogd en raadgever van stadhouder Willem V geweest. De koning van Pruisen had de belangrijkste hoven van Europa op de hoogte gebracht van zijn voornemen, de orde en rust in Holland te herstellen, dat werd bijna overal met instemming begroet. In Den Haag ging men echter uit van een hersenschim en in Frankrijk verwachtte men dat dit zonder resultaat zou blijven. De hoven van de grondgebieden waar de troepen doormarcheren moesten, hadden vrije doortocht verzocht en gekregen. De prinses van Oranje was op 7 augustus jarig en veel mensen uit de hoogste kringen en uit het leger reisden naar het hof in Nijmegen. Van Brunswijk sprak hier met velen om een goed beeld te krijgen van de situatie in de verschillende provincies en de stellingen van de patriotten. Duidelijk was dat de patriotten meester waren geworden op vele strategische punten, waaronder de sluizen, waamee ze in 12 uur grote grondgebieden onder water konden zetten. Ook de uitvoerende macht was grotendeels in hun handen gekomen. Het gerucht ging dat er met ondersteuning van een grote buitenlandse mogendheid, op grote schaal artillerie-paarden werden gekocht en het leger 20.000 sterk was. Het was moeilijk in te schatten, hoe groot de ondersteuning vanuit de bevolking zou zijn. De situatie bij de Oranjegezinde troepen was slecht. Er waren te weinig zware stukken, wapens en munitie en de voedselverzorging was niet op orde.
Vanaf half augustus stond het vast dat de inval plaats zou vinden. Om de militaire voorbereidingen te voltooien, werd Frankrijk door Engeland en Pruisen aan het lijntje gehouden met besprekingen over bemiddeling. Ondertussen werd het plan van de contrarevolutie, verder uitgewerkt. Zodra de Pruisische troepen een stad naderden, zou het proletariaat daar de vrijkorpsen aan moeten vallen en ontwapenen en de restauratie van de stadhouder eisen. Orangistische en aristocratische regenten zouden daarna het bestuur overnemen van patriotse regenten. Hogendorp voegde daaraan toe dat de Pruisische troepen het proletariaat zouden ondersteunen bij het plunderen en dat deze eventueel zelf ook zouden plunderen. Om de plaatselijke orangisten hiervan te vrijwaren, kregen deze in het Duits opgestelde veiligheidsbrieven. Om dit een spontaan proces te laten lijken, zou Brunswijk niet direct optrekken naar Den Haag.
Na de hernieuwde eis tot satisfactie van 9 september was het ultimatum gesteld op 13 september. Toen dat verliep, verklaarde Pruisen de oorlog aan Holland en trokken de troepen bij Nijmegen binnen, 20.000 Pruisische en 6000 stadhouderlijke huurlingen, die hij verdeelde in drie divisies.
Gorinchem was de belangrijkste vestingstad in het zuidoosten van Holland onder commando van Van der Capellen met 1200 man. Brunswijk trok richting de stad met zijn grootste divisie met 10.000 man die werd geleid door overste Von Romberg. Op 17 september werd de capitulatie van de stad en vesting geëist, waarbij als antwoord schoten zouden zijn gevallen. Hierop werd de stad beschoten met houwitsers. Vervolgens werd capitulatie aangeboden, maar doordat er na de eerdere eis tot capitulatie geschoten was, werden geen capitulatievoorwaarden toegekend. Hierna werd de stad geplunderd, waarbij de intimidatie die volgde uit het Beleg van Gorinchem als afschrikwekkend voorbeeld moest dienen en de harde aanpak sorteerde inderdaad dit effect.
Met een tweede divisie trok men daarna op tegen Overijssel en Utrecht en met een derde tegen het midden van Holland. In Utrecht was de Franse rijngraaf van Salm aangesteld als bevelhebber. Inundaties moesten helpen om het gebrek aan troepen op te vangen. Holland wilde Utrecht niet te sterk bewapenen, omdat zij vreesden dat het democratische Utrecht zich tegen de regenten van de Hollandse steden zou kunnen keren. Toen de 9000 Pruisische en 6000 stadhouderlijke troepen arriveerden, waren de voorbereidingen nog niet voltooid en beschouwde Salm de stad als onverdedigbaar, ondanks dat hij naast de Utrechtse troepen kon beschikken over 5000 gewapende burgers, 600 Amsterdamse troepen en 150 Franse kanonniers. De Commissie van Defensie gaf hem daarop het bevel de stad te verlaten om zijn troepen over te brengen naar Holland. Dit deed hij in de nacht van 15 op 16 september en in de paniek vluchtten ook veel democratische burgers. Zo viel Utrecht zonder slag of stoot in handen van de Pruisische troepen en de stadhouderlijke troepen van generaal-majoor Van der Hoop, waarna ook hier plunderingen volgden.
Onder druk van de terreur en het uitblijven van Franse hulp trokken veel Hollandse vrijkorpsen zich terug op Amsterdam. Zo ook vanuit Den Haag, zodat Harris op 18 september het moment zag om de vrijkorpsen te ontwapenen en het patronagestelsel weer in te voeren. Twee dagen later keerde Willem V weer terug in Den Haag en was de Oranjerestauratie een feit.
De twee divisies die Utrecht en Gorinchem hadden ingenomen trokken via Gouda, Leimuiden en Kudelstaart richting Amsterdam waarbij de Uitermeersche Schans zonder strijd werd ingenomen op 17 september, terwijl een dag later de Hinderdamse Schans na een kort gevecht werd ingenomen. Op 23 september was er een wapenstilstand, maar doordat verbeteringen aan de Hollandse Waterlinie doorgingen, kwam hier op 30 september weer een einde aan. In de tussentijd was het op 24 september tot een treffen gekomen bij Amstelveen en werden op 27 september de vestingsteden Weesp en Naarden ingenomen.
Op 1 oktober werden de posten bij Halfweg en Amstelveen ingenomen, terwijl die bij Ouderkerk, Duivendrecht, Weesper Tolhek en Vinkenbrug standhielden. In de avond kwam men opnieuw een wapenstilstand overeen en 10 oktober capituleerde Amsterdam.
Hierna vluchtten de kopstukken naar Parijs en duizenden anderen via Antwerpen en Brussel naar Noord-Frankrijk.